# Partit Popular Croat – Demòcrates Liberals
El Partit Popular Croat - Demòcrates Liberals (croat Hrvatska narodna stranka – Liberalni Demokrati) és un partit polític de Croàcia d'ideologia liberal. És membre de la Internacional Liberal i del PLDRE.

## Orígens
El Partit Popular va ser format originalment al segle xix durant el període del nacionalisme romàntic de Croàcia. Com que va formar part del Moviment Il·lirista, que no distingeix els croats dels altres eslaus del sud i en el seu lloc anomenava tots els eslaus il·liris, es va anomenar Partit Popular Il·líric (Ilirska narodna stranka) quan es va formar el 1841. Alguns dels seus membres destacats foren Janko Drašković, Ivan Kukuljević Sakcinski, Josip Juraj Strossmayer i Ivan Mažuranić. El 1861 els diputats del partit al Parlament croat decidiren canviar el nom pel de Partit Popular Liberal (Narodna liberalna stranka). Va ser un partit poderós fins al 1905, quan es va unir a la Coalició serbo-croata (Hrvatsko-srpska koalicija), juntament amb el Partit Croat dels Drets, els independents i els radicals. Després de la Primera Guerra Mundial la coalició s va trencar i el partit no fou refundat.
Durant la Iugoslàvia comunista, els membres de la Lliga dels Comunistes de Croàcia eren Savka Dabčević-Kučar i Miko Tripalo, que participaren en la primavera croata de 1971.

## Després de la independència
El modern Partit Popular es va formar a finals de 1990 per membres de la Coalició d'Acord Popular (Koalicija narodnog sporazuma), dirigida per Savka Dabčević-Kučar, Miko Tripalo i altres, que va participar en les eleccions legislatives croates de 1990.
El partit va romandre a l'oposició. A les eleccions de 1992 van obtenir el 6,7% dels vots i 6 escons al Parlament croat. El 1994, l'empresari de la construcció Radimir Čačić es va convertir en president del partit. A les eleccions de 1995 va obtenir 2 escons com a part d'una aliança electoral. A les eleccions de gener de 2000 es va formar una coalició de quatre partits amb el Partit Camperol Croat, el Partit Liberal i Assemblea Democràtica Istriana, que en el seu conjunt va obtenir 25 escons al Parlament, dos dels quals són del partit. Això li va permetre de participar en el govern d'Ivica Račan, i Radimir Čačić fou nomenat ministre d'obres públiques, construcció i reconstrucció. Unes setmanes més tard, el candidat de la coalició i membre del partit Stjepan Mesić va ser elegit president de Croàcia. També el 2000 va elegir un nou president del partit, la sociòloga Vesna Pusić.
A les eleccions de 2003 es presentà en coalició amb l'Aliança de Primorje-Gorski Kotar i el Partit Croat d'Eslavònia-Baranja i va obtenir un 8,0% dels vots i 11 dels 151 escons, 10 d'ells representants del HNS. No obstant això, tot i la significativa millora dels resultats, el grup es va quedar a l'oposició.
En l'època de govern de Račan el Partit Social Liberal Croat abandonà la coalició de govern, i un dels seus caps, Dražen Budiša, aplegà els contraris a abandonar-la i fundà el Partit dels Demòcrates Liberals o Libra. El 6 de febrer de 2005 la majoria de representants de la VII Convenció del HNS votaren unir-sed a Libra, i el nou partit s'anomenaria Partit Popular Croat - Demòcrates Liberals. Libra havia obtingut 3 escons a les eleccions de 2003, de manera que el nombre de diputats del nou partit augmentaria a 13.
A les eleccions del 2007 el partit va obtenir només el 7% dels vots i 7 escons al Sobor croat. Es va mantenir a l'oposició. Des d'aleshores dos representants al Sobor, Dragutin Lesar i Zlatko Horvat, abandonaren el partit. L'abril de 2008 Radimir Čačić fou elegit cap del partit novament.

## Resultats electorals
| Elecció | %        | Escons |
| 1992    | 6,69     | 4      |
| 1995    | coalició | 16     |
| 2000    | 1,3      | 2      |
| 2003    | 6,62     | 10     |
| 2007    | 6,8      | 7      |